# Michal Hlavňovský
Michal Hlavňovský (* 9. prosince 1977) je bývalý český fotbalový záložník. Po skončení aktivní kariéry působí jako trenér mládeže.

## Fotbalová kariéra
V české lize hrál za FC Svit Zlín. Nastoupil ve 21 ligových utkáních a dal 2 góly. Ve druhé lize hrál i za SK Tatran Poštorná, FK Kunovice a SK Hanácká Slavia Kroměříž.
V nižších soutěžích nastupoval za FC Slušovice, FK Mutěnice, FC RAK Provodov a TJ Sokol Nevšová. Působil také v Rakousku.

## Ligová bilance
| Ročník                          | Zápasy | Góly | Klub                       |
| ------------------------------- | ------ | ---- | -------------------------- |
| 1. česká fotbalová liga 1995/96 | 9      | 1    | FC Svit Zlín               |
| 2. česká fotbalová liga 1996/97 | 28     | 5    | FC Svit Zlín               |
| 2. česká fotbalová liga 1997/98 | 9      | 1    | SK Tatran Poštorná         |
| 2. česká fotbalová liga 1997/98 | 1      | 0    | FC Svit Zlín               |
| 2. česká fotbalová liga 1998/99 | 28     | 5    | FC Svit Zlín               |
| 2. česká fotbalová liga 1999/00 | 27     | 4    | FC Svit Zlín               |
| 2. česká fotbalová liga 2000/01 | 18     | 2    | FC Svit Zlín               |
| 2. česká fotbalová liga 2001/02 | 28     | 8    | FC Svit Zlín               |
| Gambrinus liga 2002/03          | 12     | 1    | FC Svit Zlín               |
| Corgoň liga 2003/04             | 4      | 0    | AS Trenčín                 |
| 2. česká fotbalová liga 2003/04 | 13     | 2    | FK Kunovice                |
| 2. česká fotbalová liga 2004/05 | 18     | 3    | SK Hanácká Slavia Kroměříž |
| CELKEM 1. česká liga            | 21     | 2    |                            |